# Lijst van acteurs en actrices in Het Zonnetje in Huis
Dit is een lijst van personen die meespeelden als acteur en figurant in de Nederlandse comedyserie Het Zonnetje in Huis.

## A
- Kamaran Abdulla - Ambulancebroeder (1994)
- Ab Abspoel - Bert Jansen (#1) (1994)
- Griete van den Akker - Heilsoldaat (1995)
- Ruud van Andel - Douanebeambte (1994)
- Erik Arens - Felix (1997)
- René van Asten - Franco Berini (1996) / Castor van Eden (2002)

## B
- Arnoud Bos - Agent in wachtkamer (2003)
- Eric Beekes - Gerant (1995)
- Hans Beijer - Mijnheer Neuteboom (1994)
- Martine Bijl - Cath Bovenkerk (1993-2003)
- Carolien van den Berg - Mireille (2002)
- Hans van den Berg - Uitvaartleider (1998)
- Jan Bernaards - Grote man (2002)
- Hans Breetveld - Ober (1998)
- Adèle Bloemendaal - Gabriëlla (2000)
- Marnie Blok - Linda van Breukele (1994)
- Annick Boer - Secretaresse Suzan (1995) / Verpleegkundige (1996) / Jacqueline (2003)
- Joost F. Boer - Maarten (1994)
- Casper van Bohemen - Marco de Waal (1995) / Olaf Nielsen (1997)
- Marit van Bohemen - Verpleegkundige (1997)
- Daniël Boissevain - Chauffeur (2000)
- Filip Bolluyt - Nick (1998)
- Hans Boskamp - Mijnheer Welleman (1996)
- Lars Boom - Man 2 (1996)
- Christan Boom - Ober 2 (1998)
- Huib Broos - Dré (2000)
- Maja van den Broecke - Verpleegkundige (1999)
- Reinout Bussemaker - Broer van Cath (2002)
- Fred Butter - David (2002)
- Edo Brunner - Gerrit (2002)
- Peter van Bokhorst - Verhuizer (1998)

## C
- Edmond Classen -  JP (1994-1996)
- Leontien Ceulemans - Willemien (1999)
- Kees Coolen - Notaris Witjes (1994)
- Niek Cornelisse - Agent (2002)
- Kitty Courbois - Boerin (1994)
- Jules Croiset - Mijnheer Aronson (1995)
- Dorijn Curvers - Ester (1999)

## D
- Roemer Daalderop - Advocaat (1996) / Emil (1997)
- Guus Dam - Medewerker parkeerbeheer (1998)
- Lucas Dietens -  Dirk (1994)
- Patrick Derksen - Hunk (2000)
- Dana Dool - Connie (1997-2002)
- Howard van Dodemont - Arts (2002)

## E
- Joyce Elders - Aerobicleraar (1998)
- Gaston van Erven - Dominee (1993) / Michel (1996)

## F
- Ina van Faassen - Dorothee (1999)
- Carlos Fernandez - Postbode (2000)
- Mariëlle Fiolet - Marjan (1994-1995)
- Joss Flühr - Receptioniste Noordwijk (1994) / Dame (1996) / Monica (1998)
- Renée Fokker - Susan (1994)
- Magali de Fremery - Receptioniste reisbureau (1994)
- Rudi Falkenhagen - Robbie (2002)

## G
- Metta Gramberg - Receptioniste (1994) / Frouke (1996) / Sandra (1999)
- Hans van der Gragt - Robbie (1999)
- Bas Grevelink - Notaris van Leeuwen (1995)
- Willem Gomes - Man (2003)
- Frederik de Groot - Mark (1999)
- Jan de Groot - Autoverkoper (2000)

## H
- Ann Hasekamp - Mathilde Dijkman (Moeder Cath) (#1) (1994)
- Tanneke Hartzuiker - Kleuterjuf Ria (1998)
- Hugo Haenen - Onno (1998)
- Hans Hamstra - Mijnheer Stevens (2003)
- Reinier Heidemann - Man 1 (1996) / Binnenlandse Veiligheidsdienstmedewerker (1999)
- Sander de Heer - Edward (1998)
- Marloes van den Heuvel - Josefien (1997) / Els (1998)
- Gerard Heystee - Man (1997)
- Johanneke Heyting - Vrouw (2003)
- Philip Heidinga - Pizzabezorger (2003)
- Peter Hoeksema - Manager begrafenisonderneming (1995)
- Ad Hoeymans - Dominee (1994, 1995)
- Sugar Lee Hooper - Zichzelf (1999)
- Elisabeth van Houten - Dame in café (1997)
- Sylvia Holstijn - Nancy (2000)
- Piet den Haan - Mijnheer Brennert (2000)

## I
- Inge Ipenburg - Saskia (1998)

## J
- Pieter de Jager - Fotograaf (1999)
- Wik Jongsma - Boze man (1998)
- Anis de Jong - Dokter (1999)
- Bente Jonker - Nikki (2003)

## K
- Ron Kaat - Sjon (2002)
- Adriënne Kleiweg - Redactrice Pijkel (1994) / Mevrouw van der Bremmelkamp (1996)
- Nora Kretz - Sofie (1998)
- Koos van der Knaap - Agent (1996-1997)
- Edward Koldewijn - Monteur (1997)
- John Kraaijkamp sr. - Piet Bovenkerk (1993-2003)
- Johnny Kraaijkamp jr. - Erik Bovenkerk (1993-2003)
- Jan Kruse - Rioolwerker (2002)

## L
- Ruben Lürsen - Dennis (2003)
- Frits Lambrechts - Man in wachtkamer (1994) / Videotheekhouder (1996)
- Rolf Leenders - Karel Dijkstra (1995)
- Esther Leenders - Mary-Lou (1998)
- Ton Lensink - Majoor Stokkermans (1994)
- Jur van der Lecq - Arts (2003)
- Kees van Lier - Adolf Claus Fachmuller (1994)
- Marjan Luif - Mevrouw de Vries (#1) (1994)
- Pim Lambeau - Weduwe (1997)
- Pieter Lutz - Fred van Zoomeren (1994-2003)
- Rik Luycx - Italiaanse ober (1993)

## M
- Jaap Maarleveld - Meneer Huydecooper (1997) / Meneer Feenstra (1998)
- Marcel Maas - Ober (2000)
- Guus van der Made - Pim (1996)
- Sacco van der Made - Bert Jansen (#2) (1995-1997)
- Jenny Maté - Ingrid van Schaik (1995)
- Tim Meeuws - Van de Burg (1995)
- Monica Melchiori - Marijke Dijkstra (1995)
- Con Meijer - Vriend van Fred (1995)
- Dorien Mijksenaar - Mevrouw Aronson (1995)
- Jan Simon Minkema - Mephisto (1995) / Nero (1997)
- Jack Monkau - Dokter van der Veen (1994)
- Marian Mudder - Elvira Duran  (1996)
- Hero Muller - Walter  (2002/2003)

## N
- Anousha Nzumé - Callgirl (1993) / Verkoopster (1999)
- Rieneke van Nunen - Verpleegkundige (1994)
- Jan Nonhof - Belastingmedewerker (1999)
- Willem Nijholt - Aldo de Waard (2003)

## O
- Dick van Oosten - Kok (1997)
- Bob Otte - Vrouwelijk bestuurslid (1997)

## P
- Ton Pompert - Peter Strijkers (1995)
- Han Prins - Vader (1996)
- Paul Passchier - Gast op het huwelijk (2002)
- Coen Pronk - Klant (2000)
- Jan Papenburg - Arts (2000)

## R
- Dick Rienstra - Toon (1994)
- Hanneke Riemer - Carlijn van Speyk (2003)
- Georgette Reyevski - Oma van Cath (1998)
- Iggi Rodriquez - Luigi (1996)
- Wim van Rooij - Meneer Willemsen (1995)
- Simone Rooskens - Tessa Jong (1995)
- Isabella van Rooy - Mevrouw Adriaanse (1995)
- Leontine Ruiters - Stewardess (1994)
- Hans Roozen - Model (2000)
- Arthur Roffelsen - Verpleegkundige (2000)
- Thijs Roovers - Hans (2002)

## S
- Frank Schaafsma - Fotograaf (1996)
- Ot Scheepvaart - Oude heer (1995)
- Rien Schimmel - Rob (1999)
- Allard van der Scheer - Frits (1994)
- Elsje Scherjon - Mathilde Dijkman (Moeder Cath) (#2) (1995,1997)
- Hidde Schols - Hans (1996)
- Agnes Schuch - Marjan (1998)
- Greg Shore - Toerist (2002)
- Wim Serlie - Receptionist Parijs (1994)
- Monique Smal - Kaatje Kuit (1996)
- Ella Snoep - Vrouw in wachtkamer (1994) / Hella (1998-1999)
- Liz Snoijink - Arts (1994)
- Martijn Spier van Zwicht - Arnoud Bovenkerk (1995)
- Joep Sertons - Willem (1994)
- Maeve van der Steen - Truus (1994)
- Lou Steenbergen - Theo (1994)
- Jaap Stobbe - Arie (1999)
- Xander Straat - Meneer Broncard (2003)
- Jildou Straat - Kristel (2002)
- Paul van Soest - Medewerker parkeerbeheer (1998)

## T
- Andrea Tolson - Strip-o-gram girl (1995)
- Coby Timp -  Mevrouw de Vries (#2) (1995-2003)
- Carry Tefsen - Agnetha Bovenkerk (1999)
- Dick van den Toorn - Jan (1998)
- Femke Thieme - Verpleegkundige (2000)
- Marjolijn Touw - Hannie (2003)

## V
- Yvonne Valkenburg - Huisarts (1998)
- Serge-Henri Valcke - Arts (1997)
- Fred Velle - Kees (1995-1997)
- Hetty Verhoogt - Verpleegkundige (1994)
- Bert Verboom - Zoon (1996)
- Bert Verploegh Chassé - Jan (1997)
- Elisabeth Versluys - Mathilde Dijkman (Moeder Cath) (#3) (1996)
- Loes Vos - Leonora (1995) / Odette (2000)
- Pim Vosmaer - Agent (1998)
- Erik de Vries - Reclameman (1997) / Siebe (1999)
- Nico de Vries - Broer van Cath (2003)
- Frans Vrolijk - Willem (1997) / Wiebe (1998)
- René Vernout - Ed (2000)
- Rop Verheijen - Bor (2002)
- Colin Vosveld - Agent (2002)

## W
- Olaf Wijnants - Meneer Bas (1995)
- Karla Wildschut - Annie (1994) / Oppas (1997)
- Joop Wittermans - Benno (1997) / Ron (1998)
- Maarten Wemersfeld - Agent (2002)
- Willem Westermann - Arts (2002)
- Roelie Westerbeek - Mevrouw Tangel (2003)

## Z
- Michiel Zeegers - Charles (1998)
- Dirk Zeelenberg - Marcel (1994)
- Herman Zumpolle - Arts (1996)